# مراد یکم
مراد یکم ملقب به خداوندگار، پسر بزرگ اورخان اول از نیلوفر یا هلنا، دختر فرمانده یارحصار بود. مراد از سال ۱۳۵۹ تا ۱۳۸۹ میلادی حکومت امپراتوری عثمانی را در دست داشت. مراد تراکیه، مقدونیه، بلغارستان و صربستان را ضمیمه خاک عثمانی کرد. او در نخستین سال‌های سلطنتش با شورش برادرانش خلیل و ابراهیم در آنکارا روبرو شد و ناچار شد که این شورش‌ها را سرکوب کند. مراد سرزمین‌های شرقی تا توقات، کرت و بندرهای بیزانس را تحت امر عثمانیان درآورد. پس از آن، مراد به گذرگاه‌های کوه‌های بالکان به سوی نیش که بر محل انشعاب جاده سالونیک به سمت بلگراد در شمال مشرف بود، حمله کرد. وی در شرق بلغارستان، اسلیون، کارینووا و آیدوس که بر راه‌های رشته‌کوه‌های بالکان شرقی مشرف بودند، تسخیر کرد. در سال ۱۳۶۱ میلادی، مراد با تسخیر هادریانوپولیس «ادرنه»، مرکز تراکیه بیزانس، قلمرو عثمانی را گسترش داد. در سال ۱۳۶۳ میلادی، مراد فیلیبیه را فتح کرد و بر دره ماریتسا تسلط یافت. با فتح ایسیه در سال ۱۳۶۳ میلادی، امپراتور بیزانس معاهده‌ای را با مراد به امضا رسانید و تمام فتوحات عثمانی در اروپا را به رسمیت شناخت. جنگ نهایی در کوزوو، در غرب پریشتینا بین میتروویچ و اسکوپیه در صربستان بین ارتش مسیحیان بالکان و عثمانیان درگرفت که به پیروزی مراد اول انجامید. سلطان مراد به دست یکی از بزرگان صربستان به نام میلوس اوبلیک کشته شد. ابتدا او را در کوزوو دفن کردند و بعد از مدتی باقی‌مانده جسد او را به بورسا، پایتخت امپراتوری عثمانی آوردند و در مجتمع خداوندگار و در آرامگاه ابدی‌اش دفن کردند.

## شیوهٔ حکومت‌داری

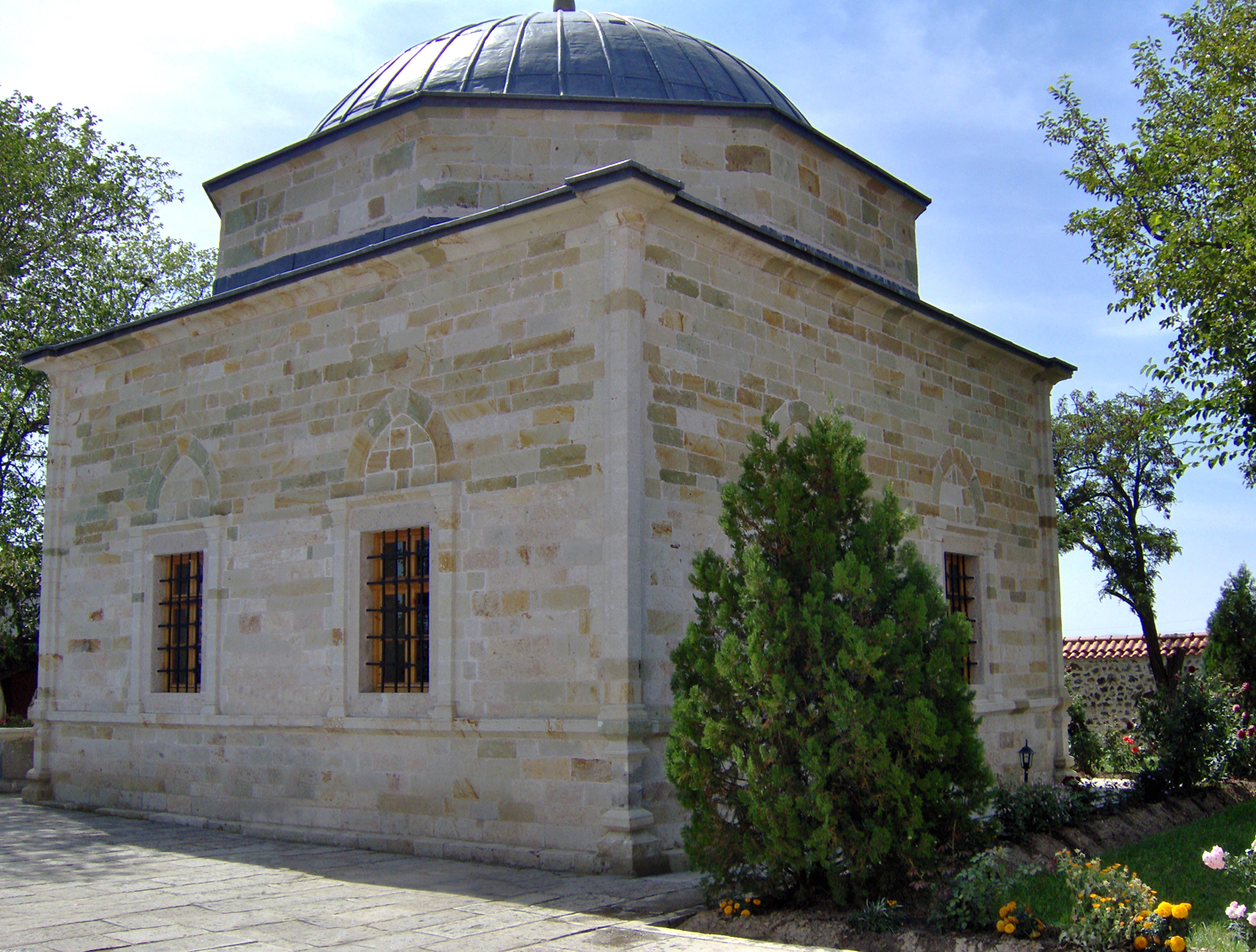
مقبره سلطان مراد

سلطان مراد پیش از هر کاری در پیرامون خود جمعی از بهترین و کارآمدترین فرماندهان نظامی را گرد آورد و آن گاه در نخستین گام، یک عملیات سنگین نظامی علیه بیزانس مسیحی انجام داد که به فتح شهر ادرنه دومین شهر بزرگ امپراتوری بیزانس انجامید. آدرنه پس از قسطنطنیه بزرگ‌ترین شهر مسیحیان بود. با توجه به موقعیت شهر ادرنه که در خاک اروپا واقع شده بود و از نظر راهبردی از چند جهت مهم بود آن را به عنوان پایتخت و مرکز دولت خود تعیین و پایتختش را از آسیای صغیر و شهر بورسا به ادرنه منتقل کرد و آن را به کانون نظامی و اداری و فرهنگی و دینی و سیاسی دولت اش تبدیل نمود. سپس به سیاست جهادی و توسعهٔ دینی و ملکی در ممالک مسیحی ادامه داد و مقدونیه را فتح کرد. این پیروزی باعث شد مسیحیان اروپا دچار اضطراب شدند و پیمانی صلیبی میان مسیحیان صرب و بلغار و مجار علیه عثمانیان منعقد گردید و برای یک عملیات مهم و جنگ رویارو با نیروهای عثمانی خود را آماده کردند. در این جنگ که از یک طرف دولت مسیحی و از طرف دیگر عثمانیان مسلمان بودند در نهایت صلیبیان شکست خوردند و پیروزی مهمی از آن مسلمانان گردید. نتیجه عملیات فتح کوزوو بود اما در لحظه آخر عملیات یک سرباز مسیحی صرب با خدعه به مراد نزدیک شده و به قصد بوسیدن پاهایش خم شد و با خنجر سلطان مراد را به قتل رسانید. برخی از مسیحیان همجوار دچار ترس و وحشت شدند وبا دولت عثمانی قرارداد صلح امضاء کردند. و سالیان متمادی به عثمانیان مالیات می‌پرداختند و مانند رعیت در کنار مسلمانان می‌زیستند. مراد اهل عبادت و دعا بود ودر میدان جهاد کم‌نظیر بود. یک مورخ مسیحی به نام هالکوندیلاس دربارهٔ سلطان مراد آورده‌است. مراد کارهای مهمی انجام داده‌است و در مدت ۳۰سال حکومت، ۳۷ بار در اطراف ترکیه عملیات نظامی انجام داد و در همه نبردها پیروزی را کسب کرده. او فردی متواضع بود و با رعیت به عدالت رفتار می‌کرد و برای همه ملت با قطع نظر از دین و نژاد به صورت مساوی با عدل عمل می‌کرد. مورخ فرانسوی به نام کرینارد مراد را جزو مردان بزرگ تاریخ آورده‌است. ایشان می‌گوید اگر تقویمی دایر کنم و آن را جدول‌بندی نمایم مراد در بالای تمامی حکام اروپا در عصر خود قرار می‌گیرد. سلطان مراد مملکتی را که از پدرش اورخان تحویل گرفت ۹۵٬۰۰۰ کیلومتر مربع بود. و بعد از خود مملکتی را تحویل فرزندش بایزید داد که به مساحت آن ۵۰۰٬۰۰۰ کیلومتر مربع بود.

## نگارخانه

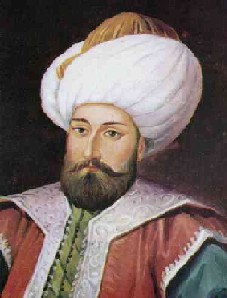
سلطان مراد خداوندگار
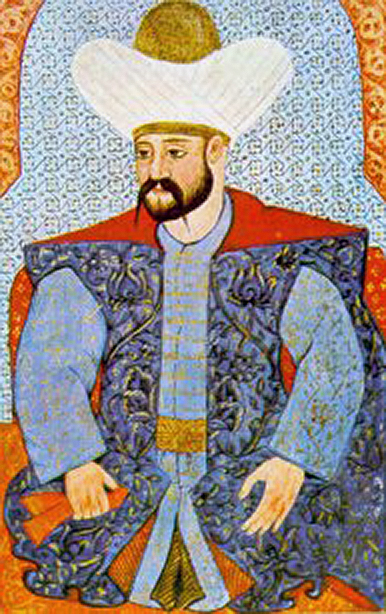
نگاره‌ای از مراد یکم
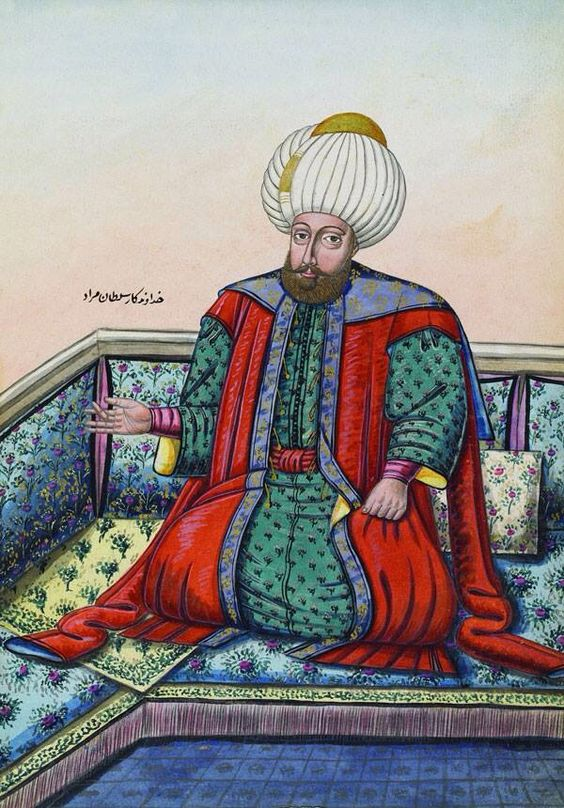
پرتره‌ای از مراد اول
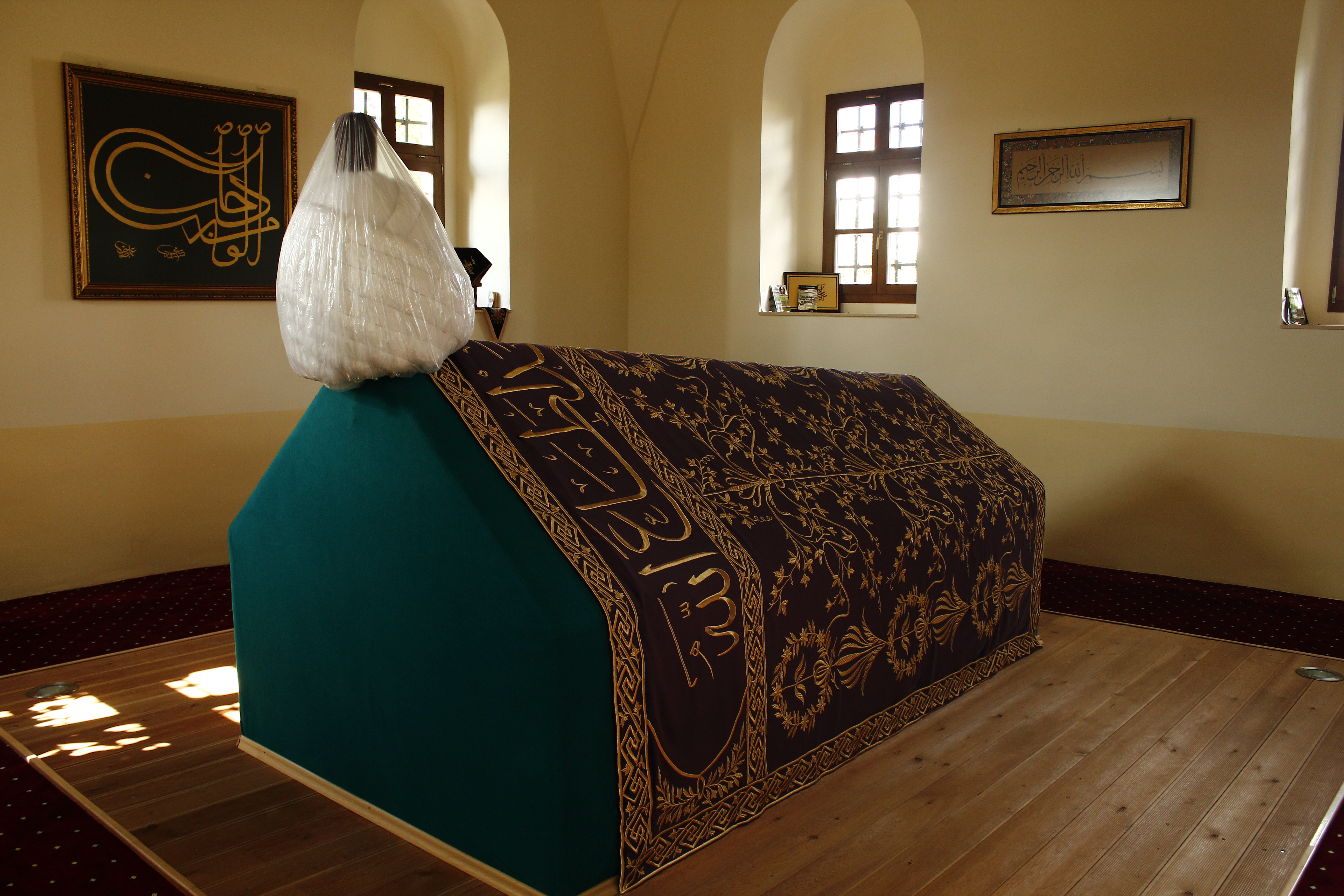
مقبره مراد یکم،بورسا، ترکیه
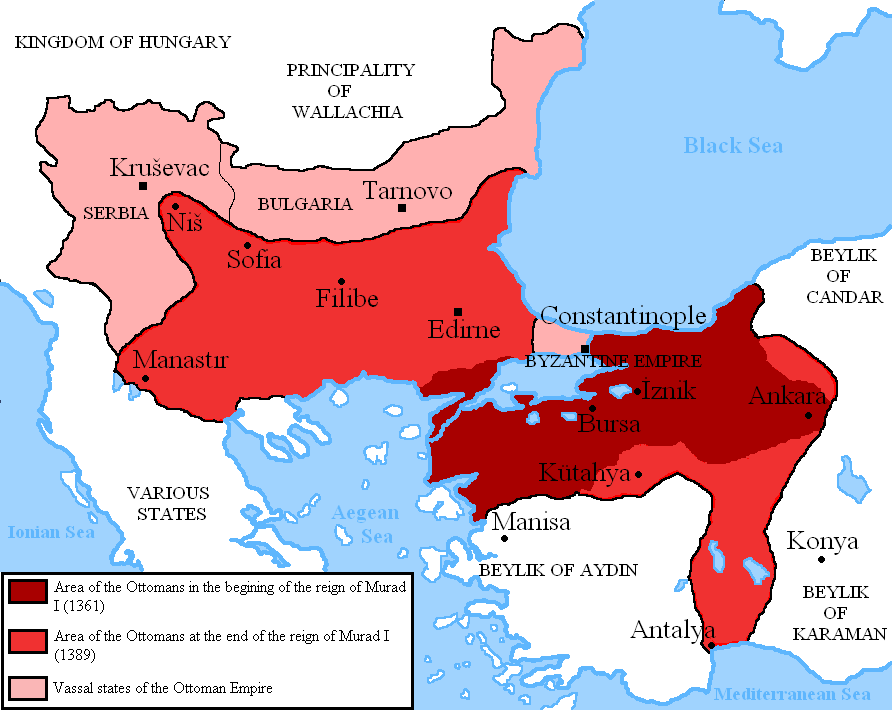
امپراتوری عثمانی در زمان مراد یکم